# راشد جمال
راشد جمال سالم (18 يناير 1979) لاعب كرة قدم بحريني معتزل كان يجيد اللعب في مركز المهاجم.

## الإنجازات

### الرفاع
- الدوري البحريني الممتاز (2): 1998، 2014[2]
- كأس ملك البحرين (1): 1998
- كأس الاتحاد البحريني (1): 2014

### النجمة
- كأس ملك البحرين (2): 2006، 2007

## روابط خارجية
- راشد جمال على موقع قاعدة بيانات كرة القدم.إي يو (الإنجليزية)
- راشد جمال على موقع ناشيونال فوتبول تيمز (الإنجليزية)